# Casa Vedruna
La Casa Vedruna era un edifici situat al carrer de l'Hospital del barri del Raval de Barcelona, actualment desaparegut.

## Història

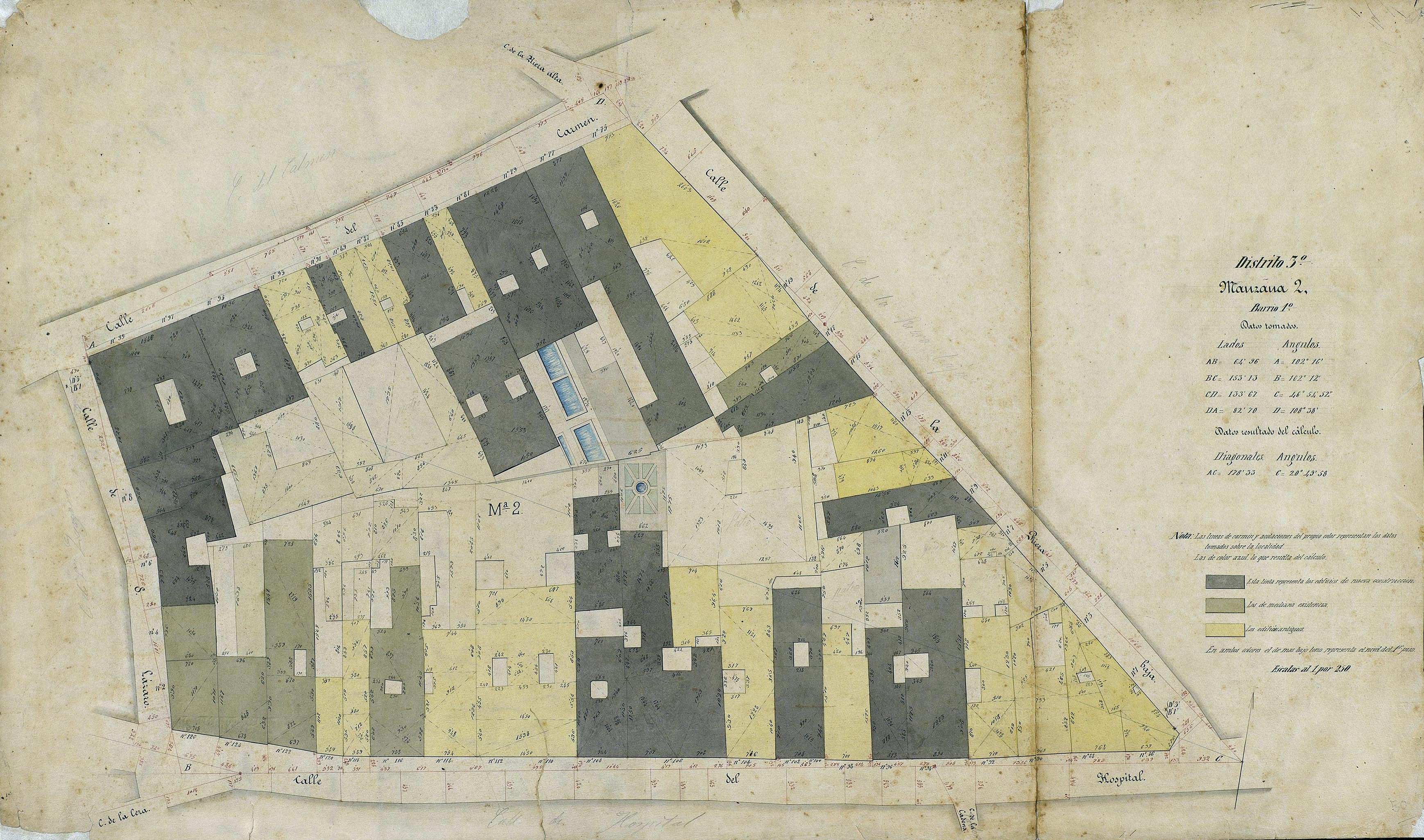
Quarteró núm. 50 de Garriga i Roca (c. 1860)

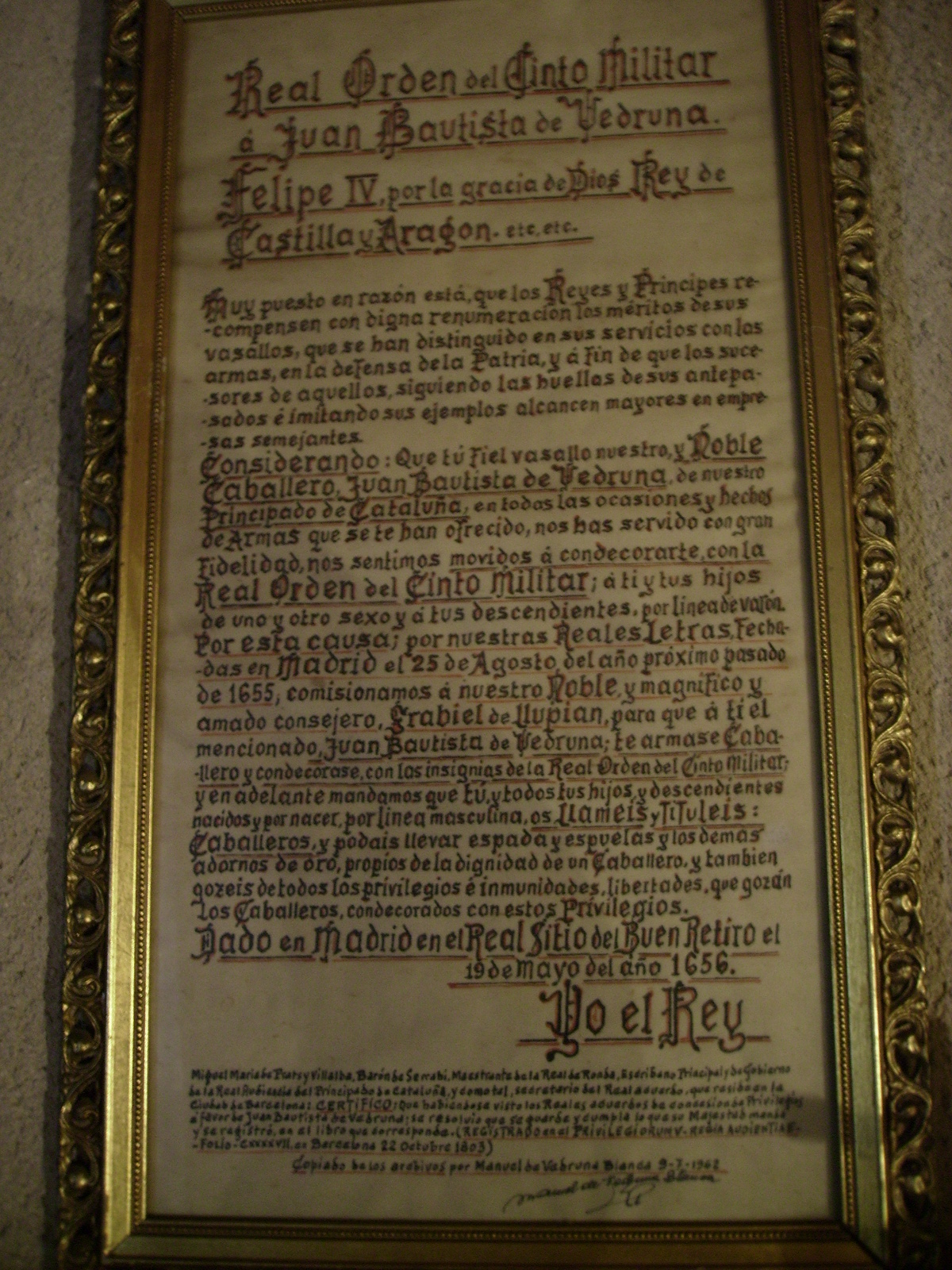
Concessió de noblesa de Felip IV a Joan Baptista de Vedruna

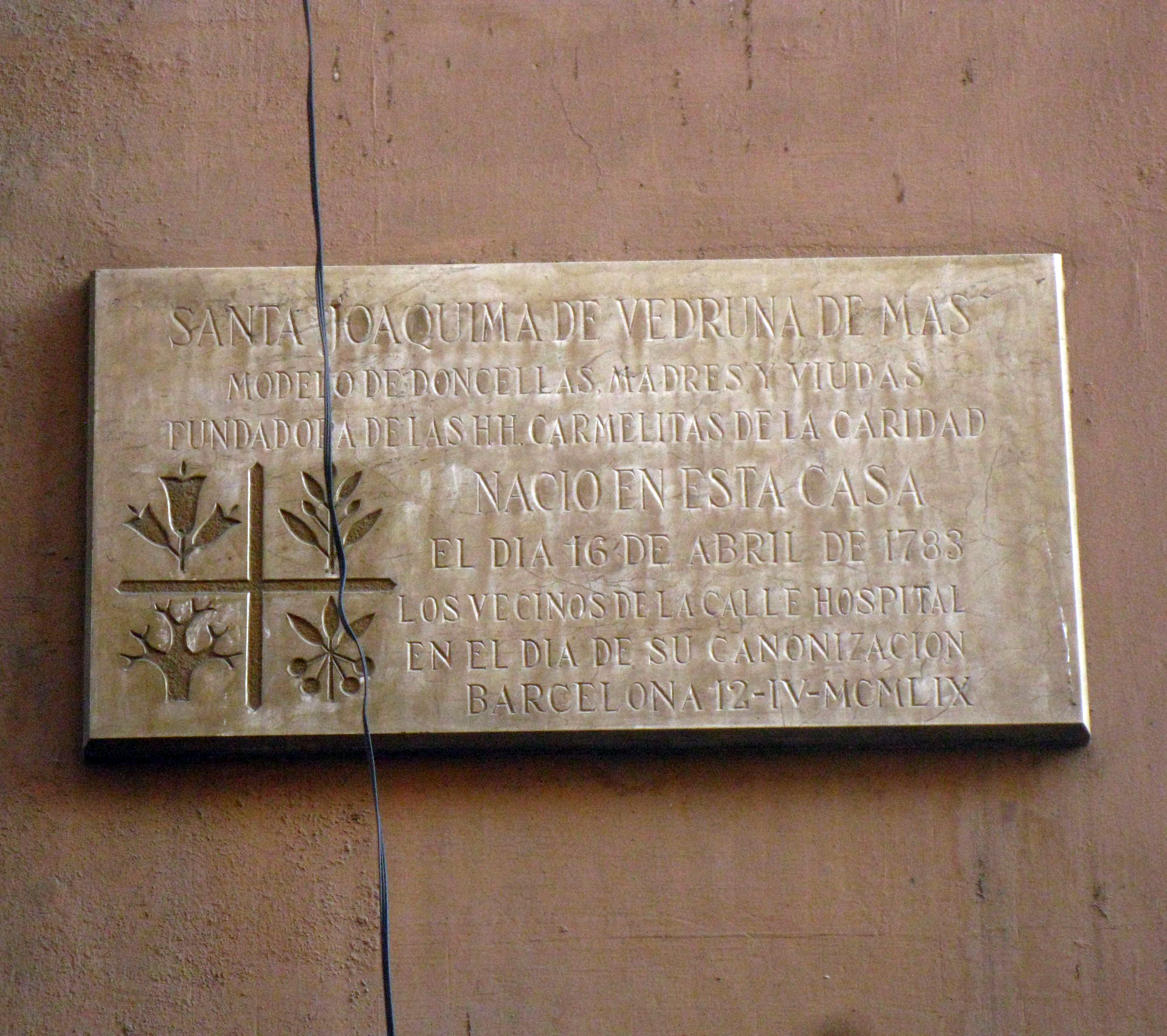
Placa commemorativa de la canonització de Joaquima de Vedruna

Els Vedruna eren una nissaga originària de Girona. El 1656, Felip IV va concedir a Joan Baptista de Vedruna i Llombart el títol de cavaller de l'orde del Cinto Militar. El seu besnet Llorenç de Vedruna-Mur i Malet (1742-1803), procurador causídic de l'Audiència de Catalunya, es va casar amb Teresa Vidal i Orriols (1749-1816) i van tenir vuit fills, entre ells Joaquima de Vedruna i Vidal (1783-1854).
El 1773, Llorenç de Vedruna va demanar permís per a construir-hi un balcó, i novament el 1779 per a obrir-hi una finestra. El 1806, l'hereu Ramon de Vedruna i Vidal (1771-1846), advocat, va demanar permís per a eixamplar-ne dues finestres segons el projecte del mestre de cases Miquel Bosch, i novament el 1818 per a eixamplar un portal i tancar una finestra.
El 1847, després de la mort de Ramon de Vedruna, la seva vídua Ramona Smandia i Vieta va fer enderrocar la casa, situada al núm. 106 antic, per a construir un nou edifici en una part del solar (actual núm. 94). L'altra part correspondria a l'actual núm. 96.
En unes notes autobiogràfiques citades pel periodista Artur Llopis (pseudònim d'Artur Llorens i Opisso) a la revista Destino, Joaquim de Mas i de Vedruna (1801-1873), únic fill mascle de Joaquima de Vedruna, en parlava així: «Nací en Barcelona, calle del Hospital, en la parte que hace esquina al convento de las Arrepentidas por la parte de la Rambla, y en un segundo piso.» Tanmateix, altres fonts la situen a l'actual núm. 139, on el 1959 es va col·locar una placa commemorativa amb motiu de la canonització de la santa.